# Heaven Sword and Dragon Sabre
Série
Heaven Sword and Dragon Sabre 2
(1978)
Pour plus de détails, voir Fiche technique et Distribution.
Heaven Sword and Dragon Sabre (倚天屠龙记, Yi tian tu long ji) est un film hong-kongais réalisé par Chu Yuan, sorti en 1978. Il s'agit d'une adaptation du roman L'Épée céleste et le Sabre du dragon de Jin Yong. 
Le film a pour suite Heaven Sword and Dragon Sabre 2.

## Synopsis
Se déroulant durant la dynastie Yuan, le film raconte l'histoire de la secte du "Feu Sacré" (Ming) et d'autres clans (Wutang, Emei, Shaolin), et du "Livre des Neuf Yang" (qui peut rendre immortel celui qui le lit).

## Fiche technique
- Titre original : Heaven Sword and Dragon Sabre
- Titre original : 倚天屠龙记 (Yi tian tu long ji)
- Réalisation : Chu Yuan
- Scénario : Chu Yuan, d'après le roman de Jin Yong (Louis Cha)
- Production : Mona Fong
- Société de production : Shaw Brothers
- Musique : en:Frankie Chan, en:Joseph Koo, James Wong (acteur)
- Chorégraphie : Tang Chia
- Costumes : Kai Kung Chuan
- Pays d'origine : Hong Kong
- Format : Couleurs - 2,35:1 - Mono - 35 mm
- Genre : Wu Xia Pian
- Durée : 101 minutes
- Date de sortie : 19 octobre 1978 (Hong Kong)

## Distribution
- Derek Yee : Chang Wu-ji
- Candice Yu : en:Zhou Zhiruo
- Ching Li : Chiu Ming
- Norman Chu : Chauve-Souris-Verte
- Cheung Ying : Zhang San-feng, fondateur du clan Wu Tang
- Bing-Seung Poon
- Lo Lieh : Tse Shun
- Ching Miao : Aigle-aux-Sourcils-d'Argent
- Yang Chih-ching : un moine
- Kuan-Chung Ku
- Fei Ngaai
- Hong-Sang Ng
- Candy Wen : une fille
- Yuen Wah : un des Cinq Combattants du clan Ming
- Wai Ling Lau
- Fai Wong Lam
- Lo Shum
- Yuk-Lung Siu
- Han Chiang
- Yung Wong